# Palmová ratolest

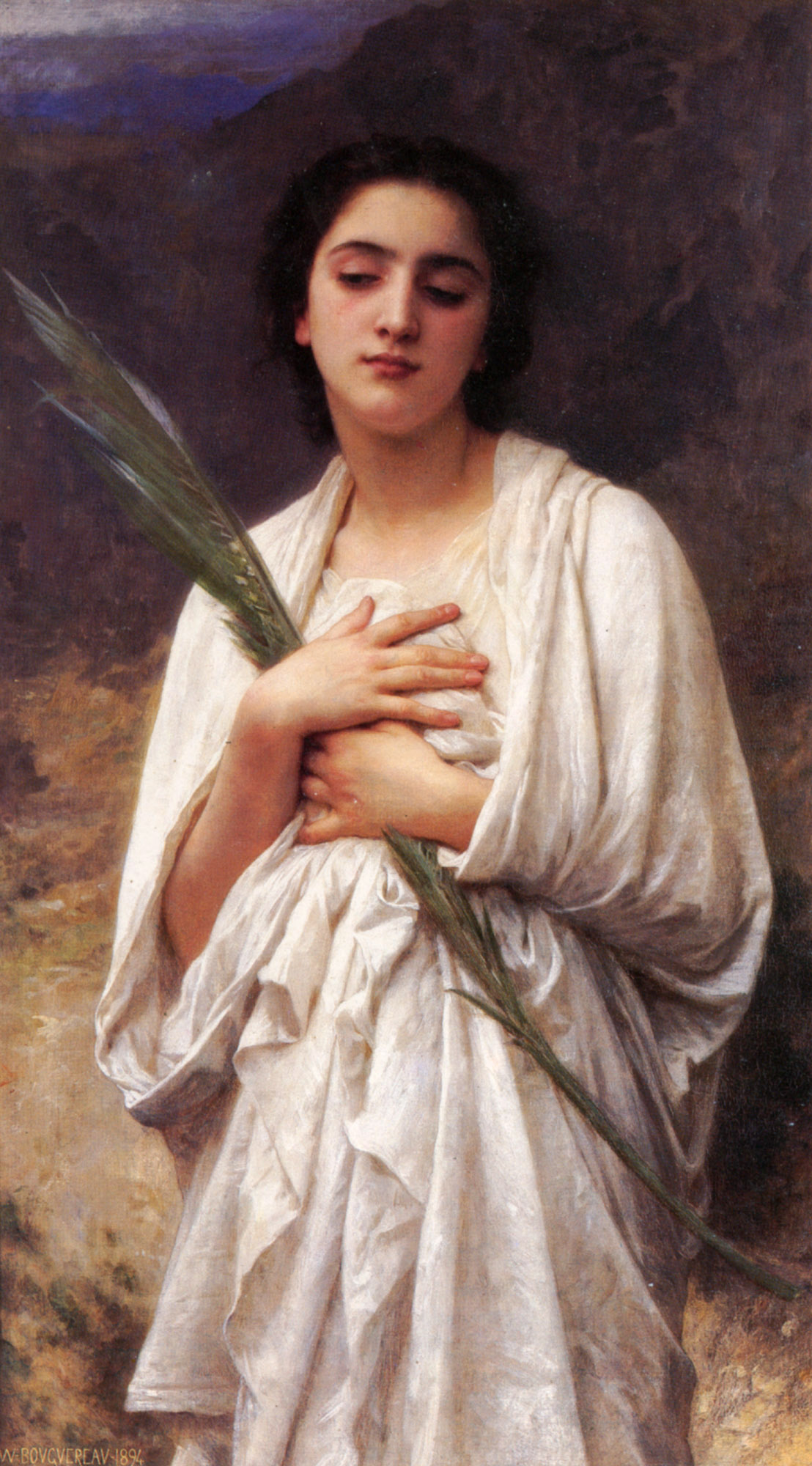

Palmová ratolest (nebo palmový list) je znak vítězství, triumfu, míru a věčného života, původem z starověku.

Palma byla posvátným stromem v Mezopotámii a možná i symbolem plodnosti. Byla spojována s Ištarou. Ve Starověkém Egyptě ztělesňovala nesmrtelnost a čas. Byla symbolem boha nekonečna Heha, popřípadě Thovta a Sešat, kteří do palmové ratolesti zapisovali roky faraonovy vlády. V judaismu je tzv. lulav používán při rituálech během poutního svátku Sukot. Ve Starověkém Řecku a později i Římě byla předávána vítězným atletům, v Řecku byla symbolem boha Apollóna a v Římě bohyně Victorie. V křesťanství představuje Květnou neděli a v islámu může představovat mír.

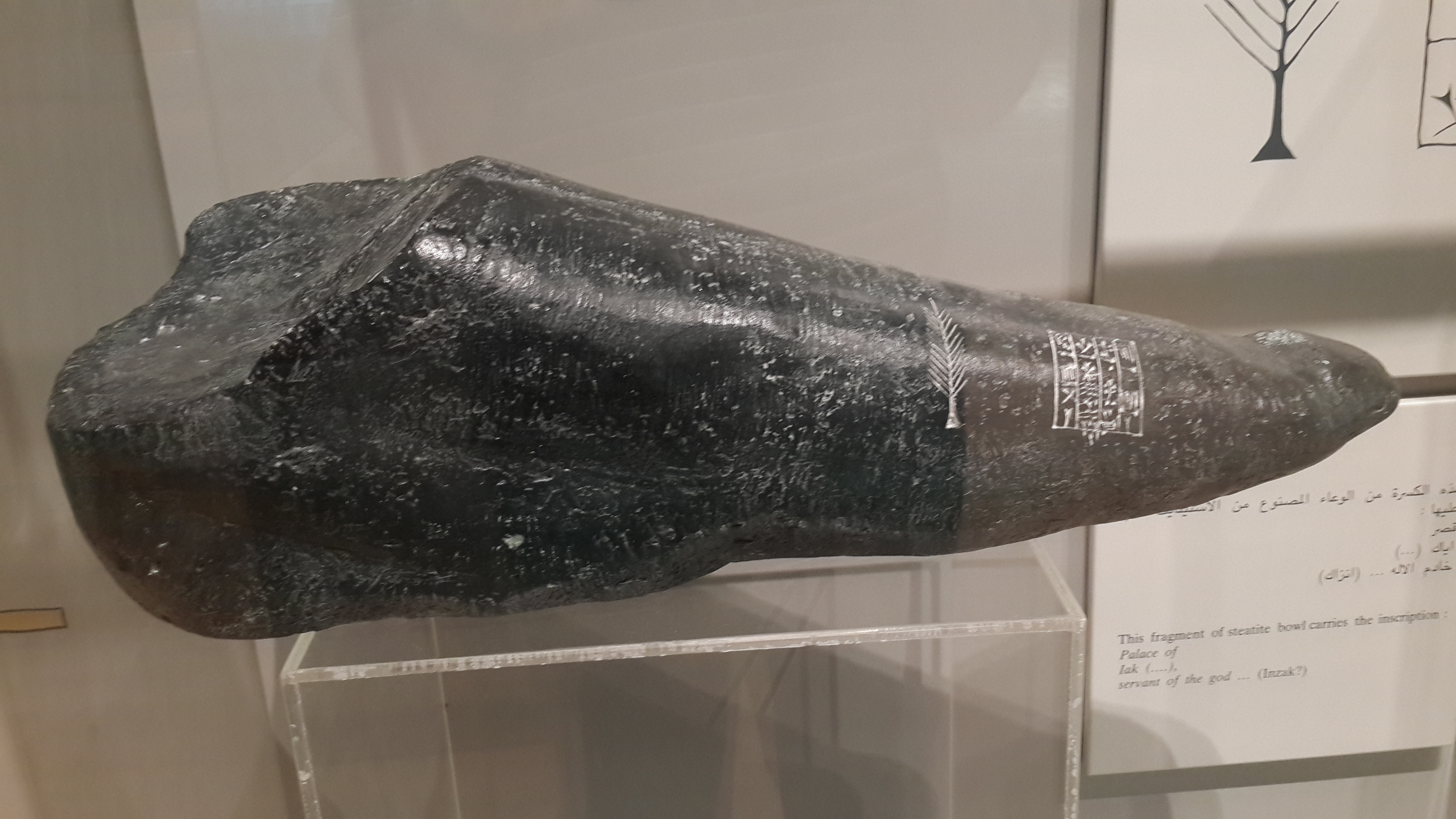
Vyobrazení z kassitského období
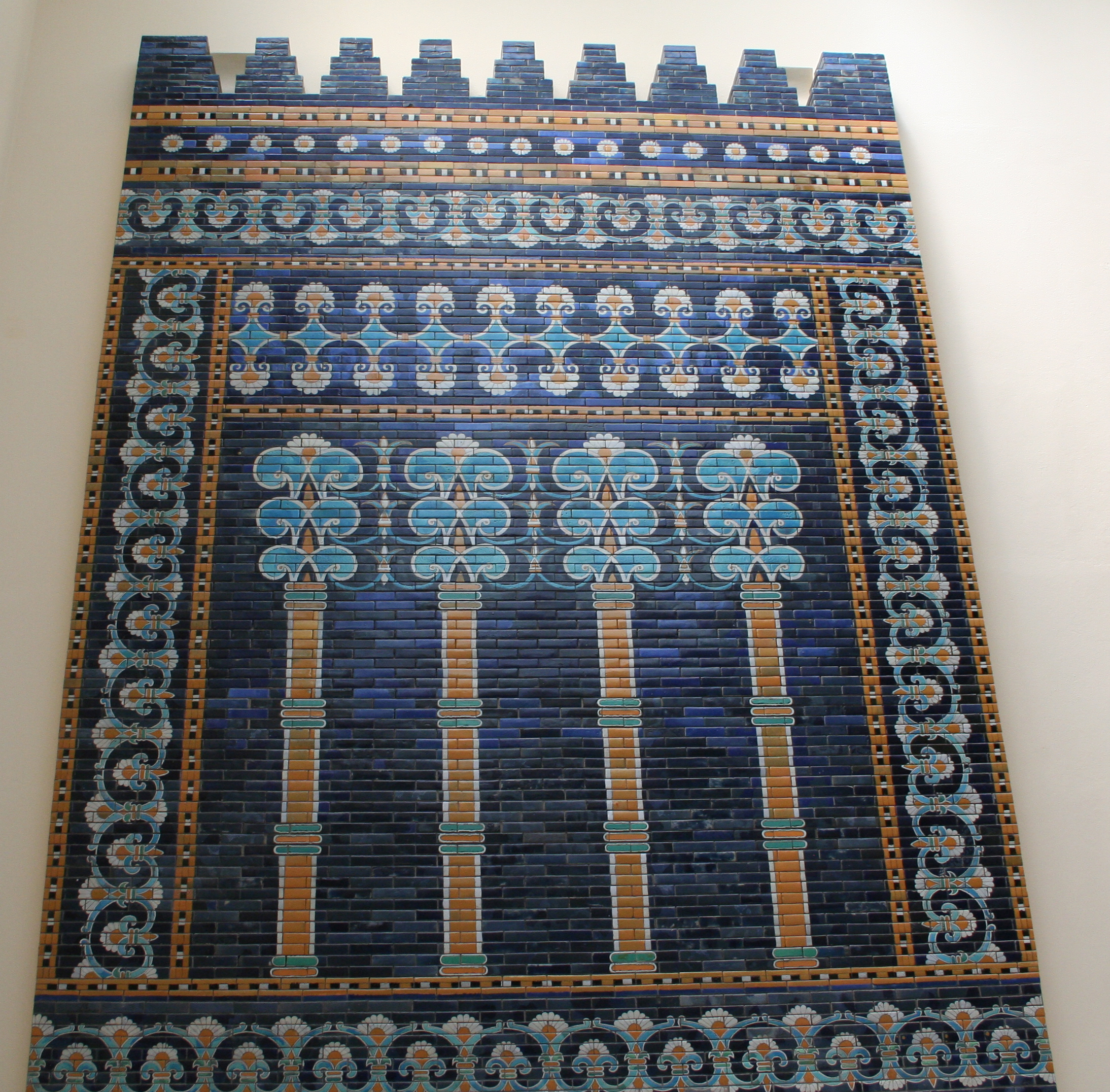
Palmy na Ištařině bráně
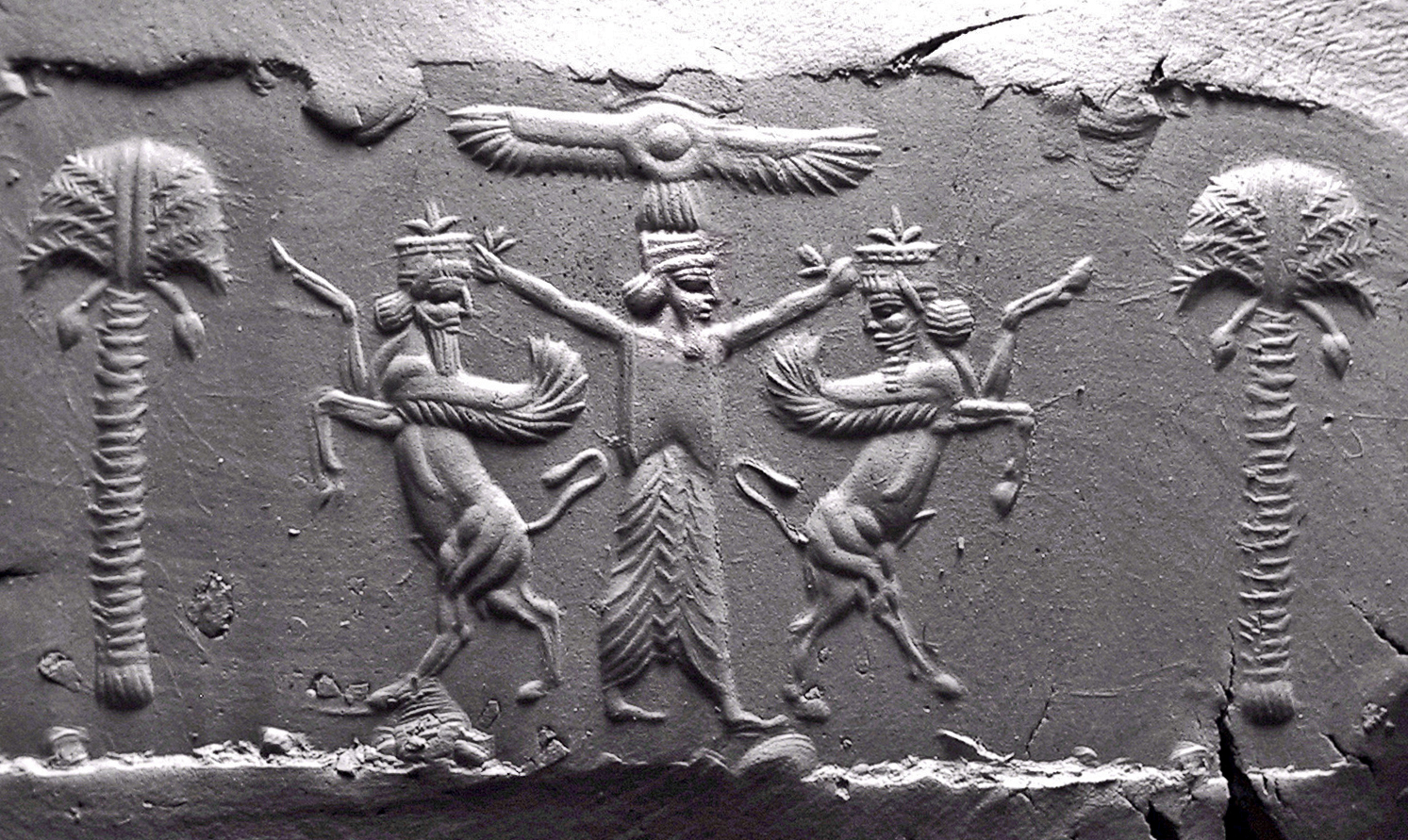
Vyobrazení z Achaimenovské říše
Bůh Heh s palmovými ratolestmi v obou rukou a jednou na hlavě
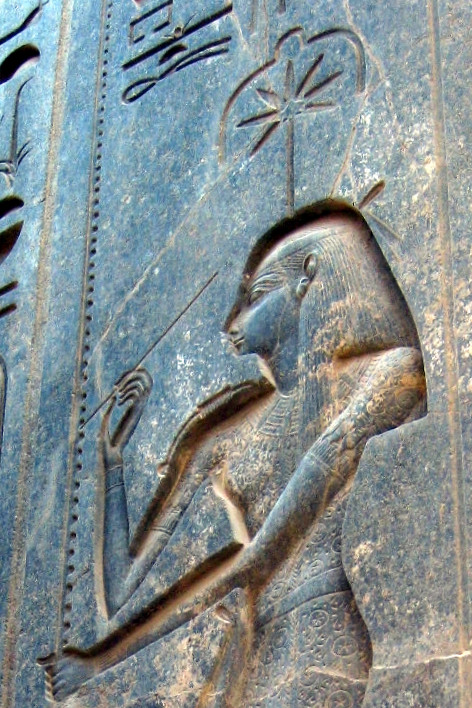
Bohyně Sešat píšící do palmové ratolesti
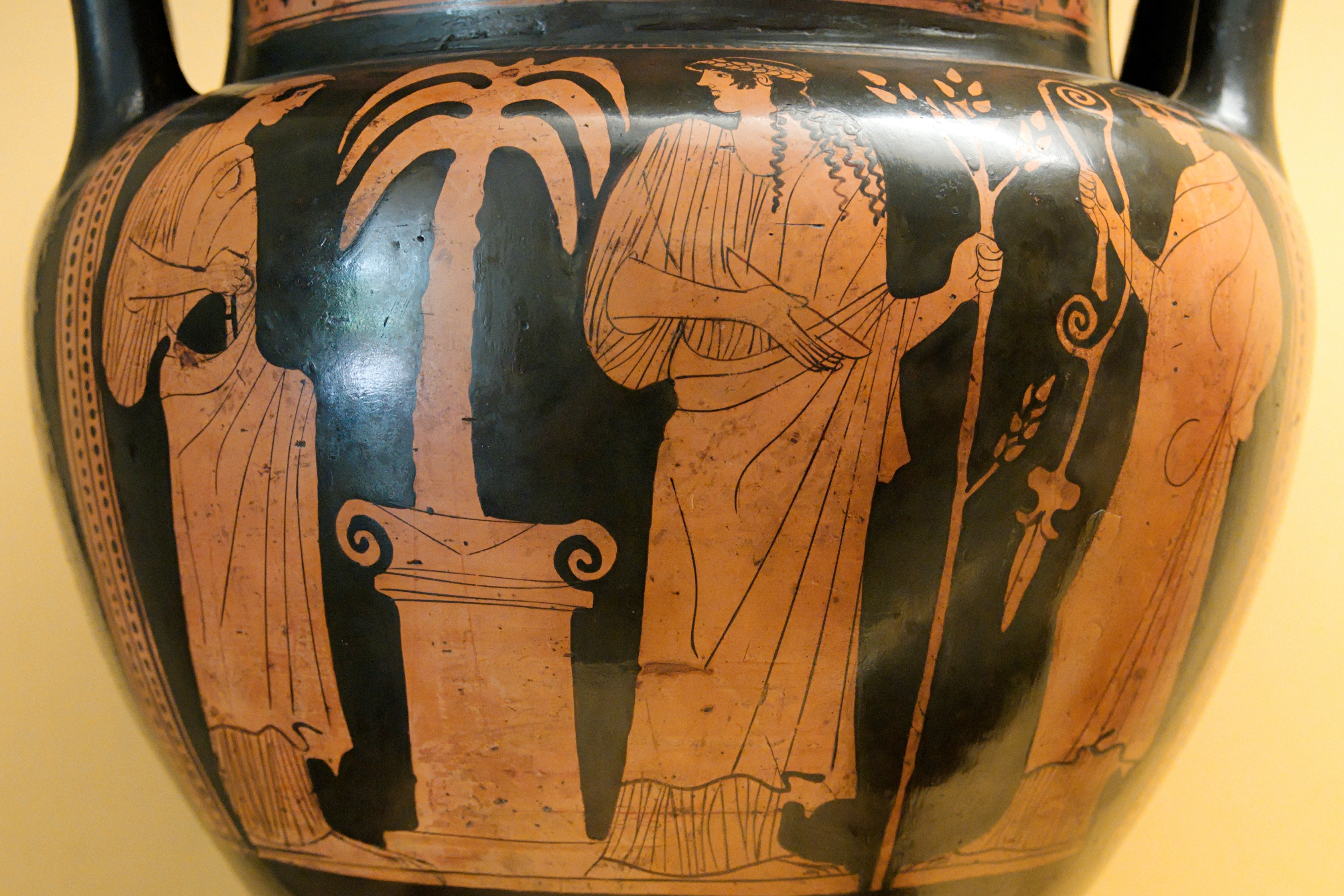
Apollón
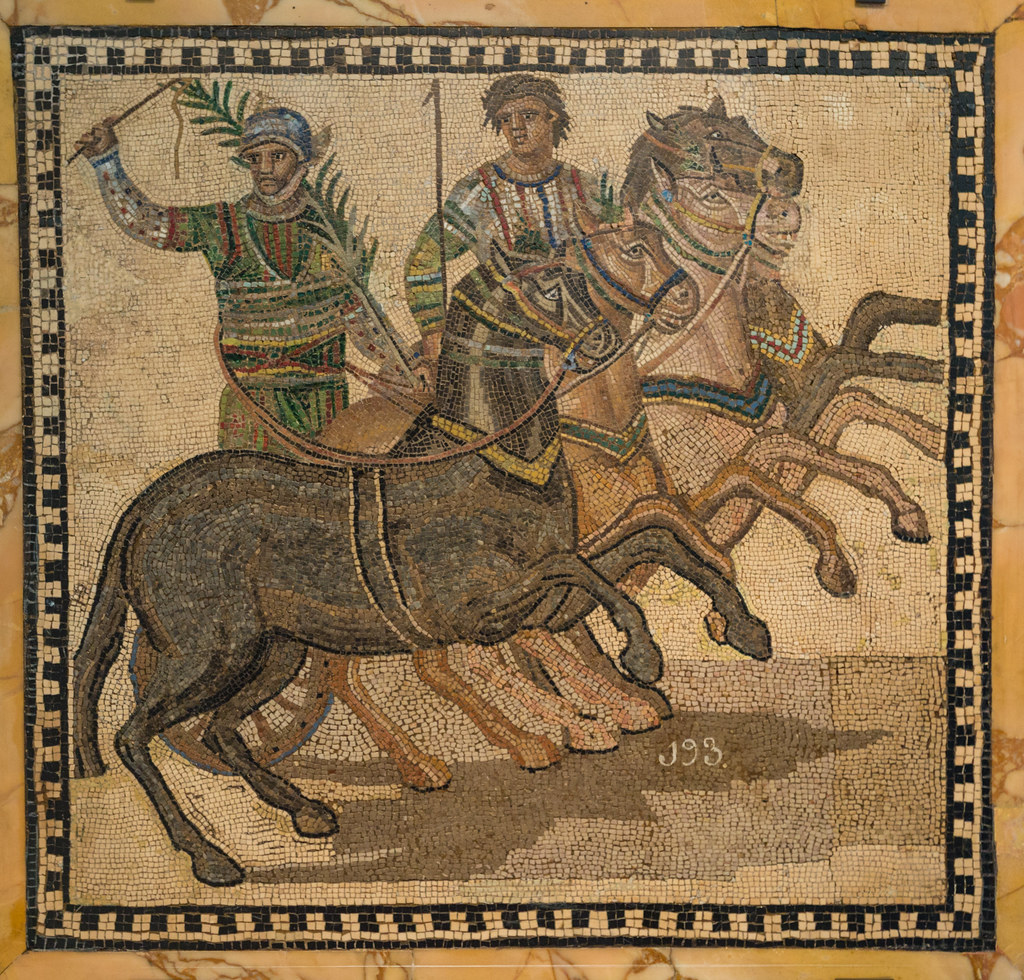
Vítěz římského závodu na vozech
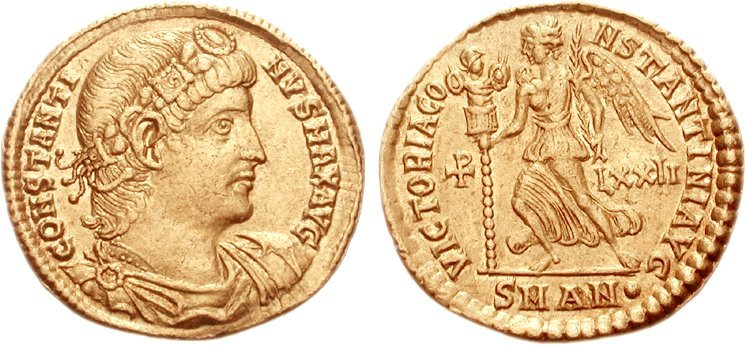
Solidus Konstantina I.
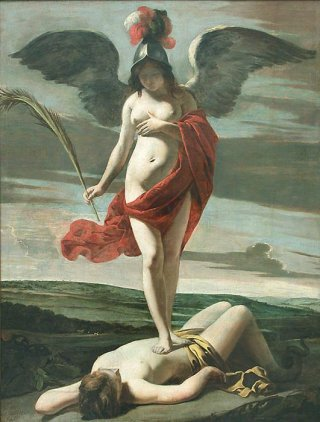
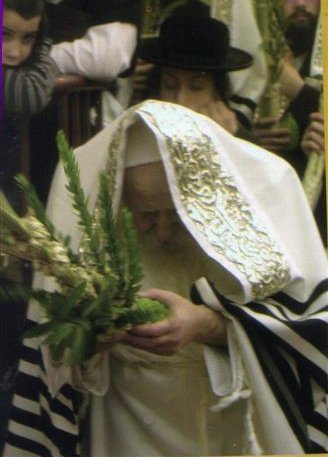
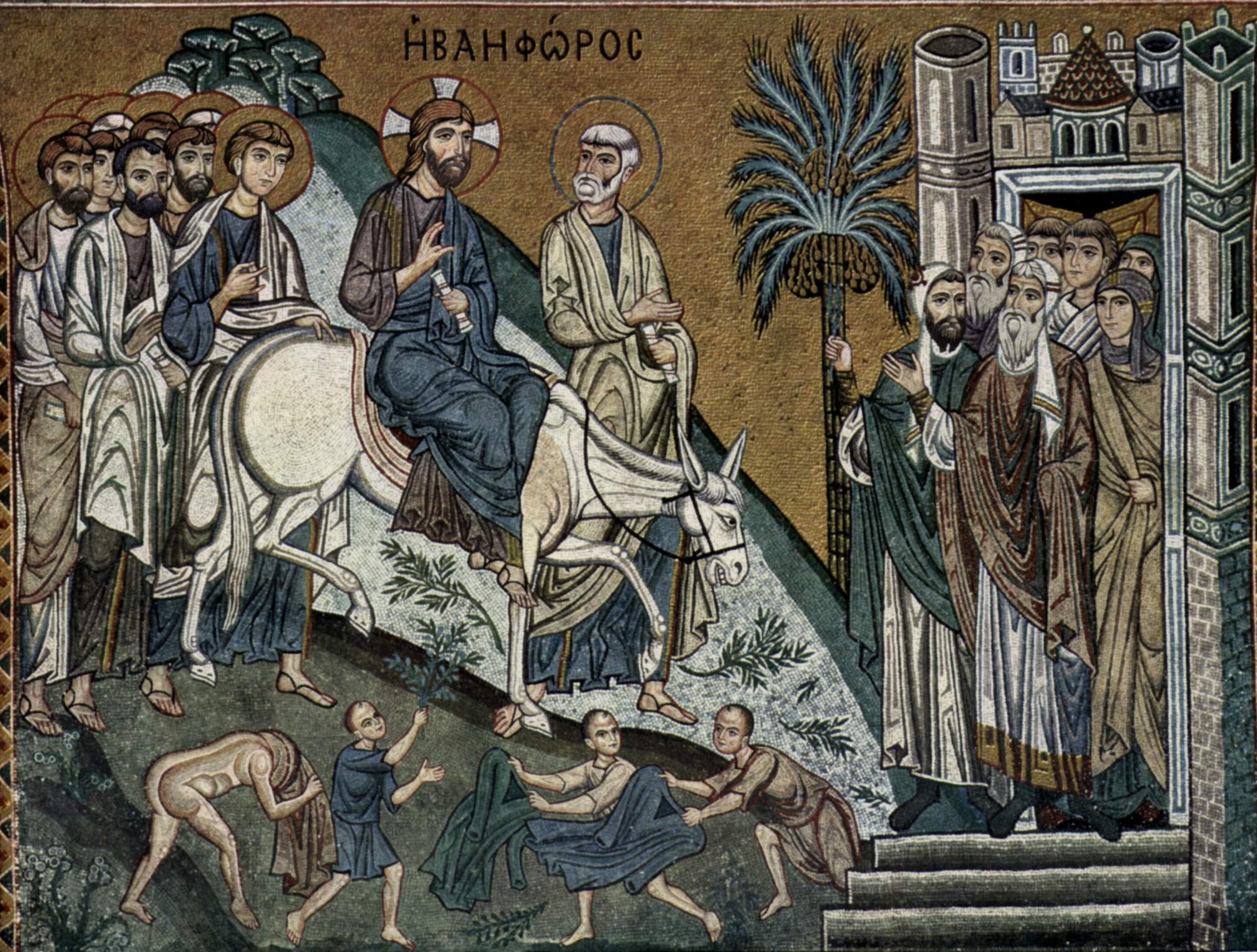
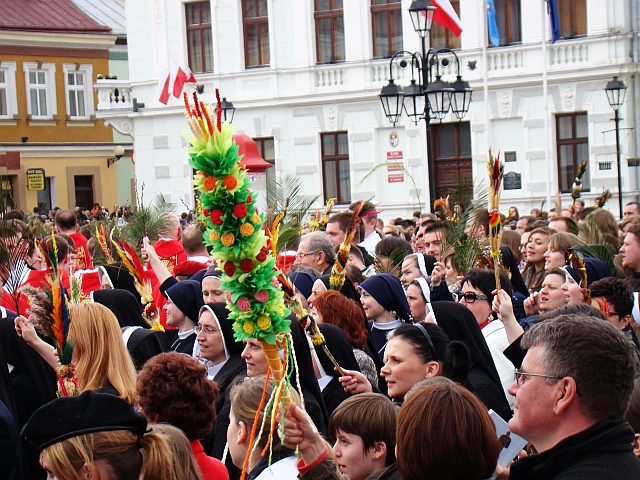
Květná neděle
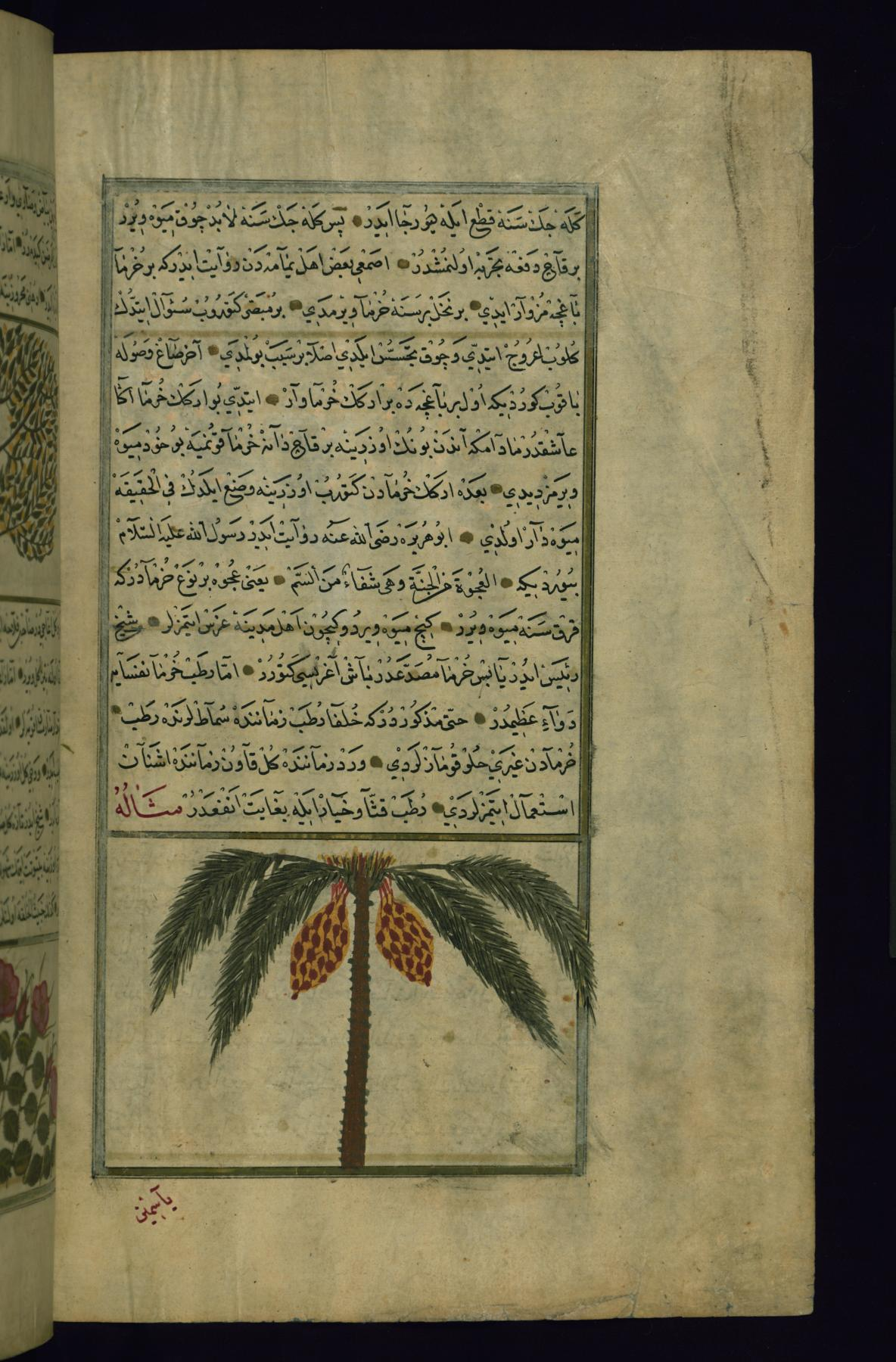
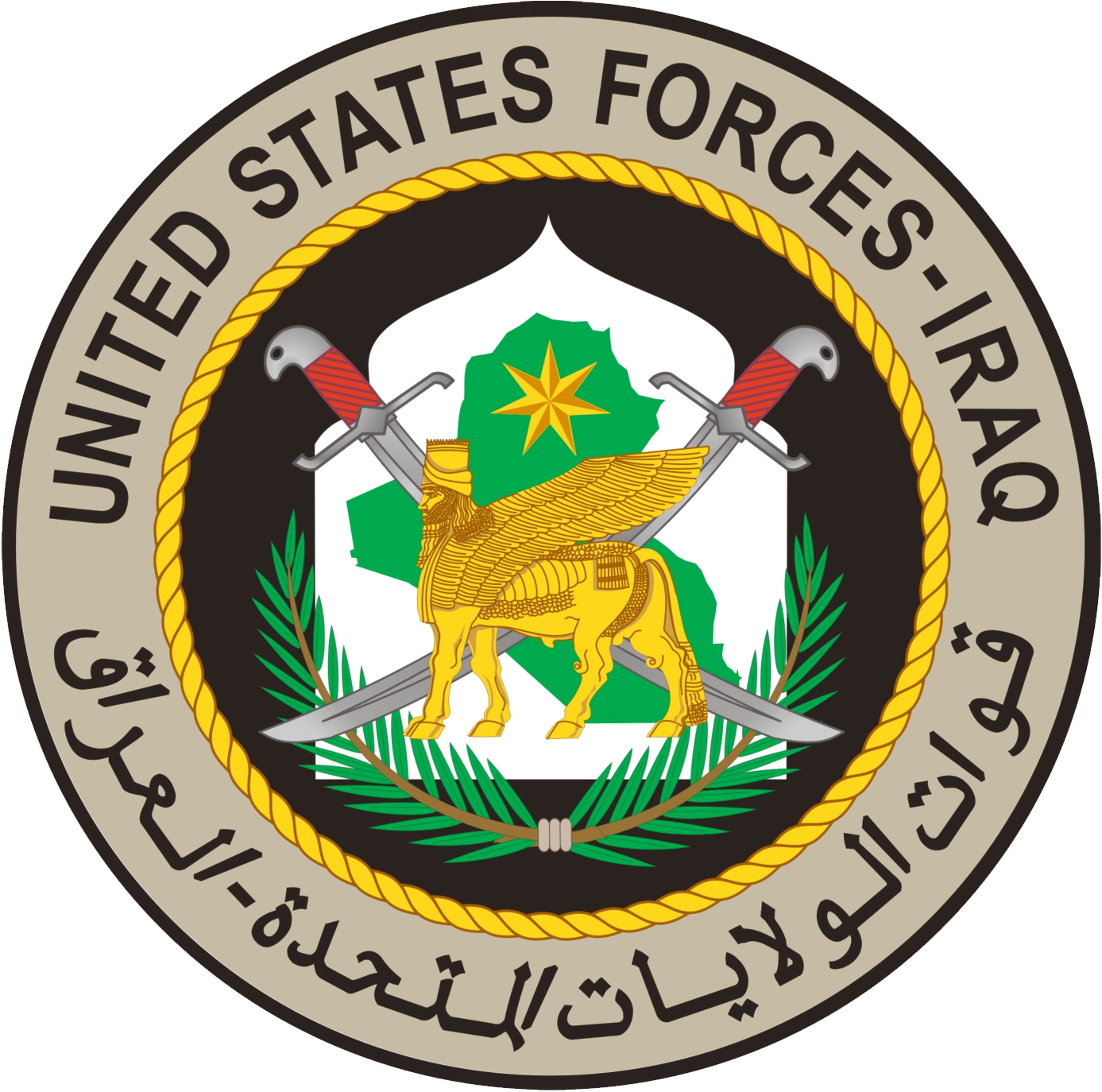